# Kay One/Diskografie
Diese Diskografie ist eine Übersicht über die musikalischen Werke des deutschen Rappers Kay One. Mit dem Album Rich Kidz erreichte er erstmals Platz eins in den deutschen Charts. Das Lied Señorita belegte ebenfalls die Spitze der deutschen Charts und wurde für über 1,5 Millionen verkaufte Einheiten mit einer Diamantenen Schallplatte ausgezeichnet, womit es zu den meistverkauften Singles in Deutschland zählt.

## Alben

### Studioalben
| Jahr | Titel                                           | Höchstplatzierung, Gesamtwochen, AuszeichnungChartplatzierungen (Jahr, Titel, Platzierungen, Wochen, Auszeichnungen, Anmerkungen) | Höchstplatzierung, Gesamtwochen, AuszeichnungChartplatzierungen (Jahr, Titel, Platzierungen, Wochen, Auszeichnungen, Anmerkungen) | Höchstplatzierung, Gesamtwochen, AuszeichnungChartplatzierungen (Jahr, Titel, Platzierungen, Wochen, Auszeichnungen, Anmerkungen) | Anmerkungen                                                |
| Jahr | Titel                                           | DE | AT | CH | Anmerkungen                                                |
| ---- | ----------------------------------------------- | --- | --- | --- | ---------------------------------------------------------- |
| 2010 | Kenneth allein zu Haus                          | DE7 (6 Wo.)DE | AT12 (2 Wo.)AT | CH43 (4 Wo.)CH | Erstveröffentlichung: 7. Mai 2010                          |
| 2012 | Prince of Belvedair                             | DE4 (11 Wo.)DE | AT4 (5 Wo.)AT | CH7 (6 Wo.)CH | Erstveröffentlichung: 9. März 2012                         |
| 2013 | Rich Kidz                                       | DE1 Gold · (19 Wo.)DE | AT3 (10 Wo.)AT | CH5 (6 Wo.)CH | Erstveröffentlichung: 25. Oktober 2013 Verkäufe: + 100.000 |
| 2015 | J.G.U.D.Z.S. – Jung genug um drauf zu scheissen | DE4 (7 Wo.)DE | AT2 (4 Wo.)AT | CH1 (5 Wo.)CH | Erstveröffentlichung: 19. Juni 2015                        |
| 2016 | Der Junge von damals                            | DE3 (4 Wo.)DE | AT2 (3 Wo.)AT | CH6 (4 Wo.)CH | Erstveröffentlichung: 2. September 2016                    |
| 2018 | Makers Gonna Make                               | DE4 (3 Wo.)DE | AT6 (2 Wo.)AT | CH13 (1 Wo.)CH | Erstveröffentlichung: 7. September 2018                    |

### Kollaboalben
| Jahr | Titel               | Höchstplatzierung, Gesamtwochen, AuszeichnungChartplatzierungen (Jahr, Titel, Platzierungen, Wochen, Auszeichnungen, Anmerkungen) | Höchstplatzierung, Gesamtwochen, AuszeichnungChartplatzierungen (Jahr, Titel, Platzierungen, Wochen, Auszeichnungen, Anmerkungen) | Höchstplatzierung, Gesamtwochen, AuszeichnungChartplatzierungen (Jahr, Titel, Platzierungen, Wochen, Auszeichnungen, Anmerkungen) | Anmerkungen                                                                         |
| Jahr | Titel               | DE | AT | CH | Anmerkungen                                                                         |
| ---- | ------------------- | --- | --- | --- | ----------------------------------------------------------------------------------- |
| 2010 | Berlins Most Wanted | DE2 (7 Wo.)DE | AT3 (4 Wo.)AT | CH3 (5 Wo.)CH | Erstveröffentlichung: 22. Oktober 2010 mit Bushido und Fler als Berlins Most Wanted |

## Singles

### Als Leadmusiker
| Jahr | Titel Album                                              | Höchstplatzierung, Gesamtwochen, AuszeichnungChartplatzierungen (Jahr, Titel, Album, Platzierungen, Wochen, Auszeichnungen, Anmerkungen) | Höchstplatzierung, Gesamtwochen, AuszeichnungChartplatzierungen (Jahr, Titel, Album, Platzierungen, Wochen, Auszeichnungen, Anmerkungen) | Höchstplatzierung, Gesamtwochen, AuszeichnungChartplatzierungen (Jahr, Titel, Album, Platzierungen, Wochen, Auszeichnungen, Anmerkungen) | Anmerkungen                                                                          |
| Jahr | Titel Album                                              | DE | AT | CH | Anmerkungen                                                                          |
| ---- | -------------------------------------------------------- | --- | --- | --- | ------------------------------------------------------------------------------------ |
| 2008 | Alles Gute kommt von unten                               | DE57 (9 Wo.)DE | AT68 (2 Wo.)AT | — | Erstveröffentlichung: 7. Dezember 2007 mit Bushido und Chakuza                       |
| 2010 | Ich brech die Herzen Kenneth allein zu Haus              | DE67 (1 Wo.)DE | — | — | Erstveröffentlichung: 30. April 2010                                                 |
| 2010 | Berlins Most Wanted                                      | DE31 (3 Wo.)DE | AT57 (2 Wo.)AT | — | Erstveröffentlichung: 22. Oktober 2010 mit Bushido und Fler als Berlins Most Wanted  |
| 2012 | I Need a Girl (Part III) Prince of Belvedair             | DE29 (8 Wo.)DE | AT44 (1 Wo.)AT | CH39 (2 Wo.)CH | Erstveröffentlichung: 17. Februar 2012 feat. Mario Winans                            |
| 2012 | Finale wir kommen –                                      | DE29 (5 Wo.)DE | — | — | Erstveröffentlichung: 25. Juni 2012 feat. Shindy offizieller EM-Mannschaftssong 2012 |
| 2013 | V.I.P. Rich Kidz                                         | DE4 (14 Wo.)DE | AT9 (11 Wo.)AT | CH10 (3 Wo.)CH | Erstveröffentlichung: 31. Mai 2013 feat. The Product G&B                             |
| 2013 | Belstaff Rich Kidz                                       | DE96 (1 Wo.)DE | AT50 (2 Wo.)AT | — | Erstveröffentlichung: 4. Oktober 2013 feat. Kns Tha Engineer                         |
| 2013 | Rich Kidz                                                | DE98 (1 Wo.)DE | AT33 (3 Wo.)AT | — | Erstveröffentlichung: 11. Oktober 2013 feat. Juh-Dee                                 |
| 2013 | Keep Calm (Fuck U) Rich Kidz                             | DE11 (15 Wo.)DE | AT15 (12 Wo.)AT | CH30 (1 Wo.)CH | Erstveröffentlichung: 18. Oktober 2013 feat. Emory                                   |
| 2013 | Helal Money Rich Kidz                                    | DE71 (1 Wo.)DE | — | — | Erstveröffentlichung: 25. Oktober 2013 feat. Farid Bang                              |
| 2013 | Ich hass es dich zu lieben Rich Kidz                     | DE52 (6 Wo.)DE | — | — | Erstveröffentlichung: 25. Oktober 2013 feat. Emory                                   |
| 2013 | Pushen Rich Kidz                                         | DE96 (1 Wo.)DE | — | — | Erstveröffentlichung: 25. Oktober 2013                                               |
| 2014 | United –                                                 | DE14 (1 Wo.)DE | AT33 (1 Wo.)AT | CH19 (1 Wo.)CH | Erstveröffentlichung: 13. Juni 2014 mit Patrick Miller                               |
| 2014 | Beautiful –                                              | DE36 (2 Wo.)DE | AT42 (1 Wo.)AT | CH64 (1 Wo.)CH | Erstveröffentlichung: 26. September 2014 feat. Victoria Swarovski                    |
| 2015 | AMG JGUDZS – Jung genug um drauf zu scheissen            | DE54 (1 Wo.)DE | AT50 (1 Wo.)AT | — | Erstveröffentlichung: 24. April 2015 feat. Al-Gear                                   |
| 2015 | Borderline JGUDZS – Jung genug um drauf zu scheissen     | — | — | — | Erstveröffentlichung: 24. April 2015                                                 |
| 2015 | Asozial 4 Life JGUDZS – Jung genug um drauf zu scheissen | — | — | — | Erstveröffentlichung: 22. April 2015                                                 |
| 2017 | Louis Louis Makers Gonna Make                            | DE9 Platin · (19 Wo.)DE | AT16 (15 Wo.)AT | CH58 (8 Wo.)CH | Erstveröffentlichung: 19. Mai 2017 Verkäufe: + 400.000                               |
| 2017 | Señorita Makers Gonna Make                               | DE1 Diamant · (44 Wo.)DE | AT1 (26 Wo.)AT | CH7 (19 Wo.)CH | Erstveröffentlichung: 8. September 2017 Verkäufe: + 1.500.000; feat. Pietro Lombardi |
| 2018 | Netflix & Chill Makers Gonna Make                        | DE11 (8 Wo.)DE | AT15 (4 Wo.)AT | CH54 (1 Wo.)CH | Erstveröffentlichung: 25. Mai 2018 feat. Mike Singer                                 |
| 2018 | Es tut mir leid Makers Gonna Make                        | DE52 (1 Wo.)DE | AT50 (1 Wo.)AT | CH92 (1 Wo.)CH | Erstveröffentlichung: 31. August 2018                                                |
| 2019 | Bentley –                                                | DE24 (2 Wo.)DE | AT43 (1 Wo.)AT | CH82 (1 Wo.)CH | Erstveröffentlichung: 29. März 2019                                                  |
| 2019 | Portofino –                                              | DE18 (7 Wo.)DE | AT25 (3 Wo.)AT | CH68 (1 Wo.)CH | Erstveröffentlichung: 28. Juni 2019 mit Leon Machère feat. Tilly                     |
| 2019 | FMK –                                                    | — | — | — | Erstveröffentlichung: 29. November 2019                                              |
| 2020 | Bachata –                                                | DE40 (3 Wo.)DE | — | CH81 (3 Wo.)CH | Erstveröffentlichung: 28. August 2020 feat. Cristobal                                |
| 2020 | Immer mehr –                                             | DE— aDE | — | — | Erstveröffentlichung: 11. Dezember 2020                                              |
| 2021 | Buenas Noches –                                          | DE— bDE | — | — | Erstveröffentlichung: 10. September 2021 feat. Juan Daniél & Irene Gomez             |
| 2022 | Du gehst nicht aus meinem Kopf –                         | DE88 (1 Wo.)DE | — | — | Erstveröffentlichung: 29. April 2022 feat. Mike Singer                               |
| 2022 | Malle –                                                  | — | — | — | Erstveröffentlichung: 5. August 2022                                                 |
| 2022 | Down Jacket –                                            | — | — | — | Erstveröffentlichung: 25. November 2022                                              |

### Als Gastmusiker
| Jahr | Titel Album                                | Höchstplatzierung, Gesamtwochen, AuszeichnungChartplatzierungen (Jahr, Titel, Album, Platzierungen, Wochen, Auszeichnungen, Anmerkungen) | Höchstplatzierung, Gesamtwochen, AuszeichnungChartplatzierungen (Jahr, Titel, Album, Platzierungen, Wochen, Auszeichnungen, Anmerkungen) | Höchstplatzierung, Gesamtwochen, AuszeichnungChartplatzierungen (Jahr, Titel, Album, Platzierungen, Wochen, Auszeichnungen, Anmerkungen) | Anmerkungen                                                                                   |
| Jahr | Titel Album                                | DE | AT | CH | Anmerkungen                                                                                   |
| ---- | ------------------------------------------ | --- | --- | --- | --------------------------------------------------------------------------------------------- |
| 2010 | Fackeln im Wind –                          | DE6 (10 Wo.)DE | AT52 (1 Wo.)AT | — | Erstveröffentlichung: 25. Juni 2010 Bushido feat. Kay One offizieller WM-Mannschaftssong 2010 |
| 2011 | Das ist Business Jenseits von Gut und Böse | — | AT60 (1 Wo.)AT | — | Erstveröffentlichung: 6. Mai 2011 Bushido feat. Kay One                                       |
| 2018 | Number One Beirut                          | DE81 (1 Wo.)DE | — | — | Erstveröffentlichung: 9. März 2018 mit Massari feat. Tory Lanez                               |
| 2025 | Playboy -                                  | — | — | — | Erstveröffentlichung: 25. Juli 2025 mit Marie Wegener, Momo Chahine & Leon Machère            |

## Weitere Veröffentlichungen

### Gastbeiträge
| Jahr | Titel                | Künstler                             | Album                                |
| ---- | -------------------- | ------------------------------------ | ------------------------------------ |
| 2006 | Berlin (Remix)       | Bushido, Chakuza, Kay One            | Von der Skyline zum Bordstein zurück |
| 2006 | Bei Nacht (Remix)    | Bushido, Nyze, Kay One               | Von der Skyline zum Bordstein zurück |
| 2007 | Keine Sonne          | Bushido, Kay One                     | 7                                    |
| 2007 | Über den Wolken      | Bushido, Chakuza, Kay One            | Alles Gute kommt von unten           |
| 2007 | Jeder Tag ist grau   | Bizzy Montana, Kay One               | Alles Gute kommt von unten           |
| 2007 | New Kid on the Block | Kay One                              | Alles Gute kommt von unten           |
| 2007 | Zeitmaschine         | D-Bo, Kay One                        | Alles Gute kommt von unten           |
| 2007 | Asche zu Asche       | Bushido, Nyze, Kay One               | Alles Gute kommt von unten           |
| 2008 | Heavy Metal          | Bushido, Kay One                     | Heavy Metal Payback                  |
| 2008 | La Familia           | Baba Saad, Bushido, Kay One          | Saadcore                             |
| 2008 | Schlag Alarm         | Chakuza, Kay One                     | Unter der Sonne                      |
| 2009 | Ich rapp für (Remix) | Bushido, Fler, Kay One               | Carlo Cokxxx Nutten 2                |
| 2009 | Ich regel das allein | Nyze, Kay One                        | Amnezia                              |
| 2010 | Öffne uns die Tür    | Bushido, Kay One                     | Zeiten ändern dich                   |
| 2010 | Battle on the Rockz  | Bushido, Fler, Kay One               | Zeiten ändern dich                   |
| 2010 | Ich liebe dich       | Kay One                              | Zeiten ändern dich                   |
| 2010 | Zu viel geweint      | Fler, Reason, Kay One                | Flersguterjunge                      |
| 2011 | Hassliebe            | Bushido, Kay One                     | Jenseits von Gut und Böse            |
| 2011 | Cash Money Brothers  | Bushido, Kay One                     | Jenseits von Gut und Böse            |
| 2011 | Mo’f**ka (Remix)     | Bushido, Swizz Beatz, Kay One        | Jenseits von Gut und Böse            |
| 2011 | Ich weiß             | Kay One                              | Jenseits von Gut und Böse            |
| 2011 | Schöne neue Welt     | Bushido, Sido, Kay One               | 23                                   |
| 2013 | Beim nächsten Mal    | Majoe & Jasko, Prince Kay One        | Majoe vs. Jasko                      |
| 2017 | FVCK FΛME            | KEZ, Kay One                         | Keznation                            |
| 2018 | Rille                | Al-Gear, Kay One, Bass Sultan Hengzt | DVC                                  |
| 2018 | Vorurteile           | Al-Gear, Kay One                     | DVC                                  |
| 2019 | Ich tausch dich ein  | Manuellsen, Remoe, Kay One           | MB ICE                               |

### Freetracks
| Jahr | Titel                               | Anmerkungen                      |
| ---- | ----------------------------------- | -------------------------------- |
| 2006 | Wir werden Stars                    |                                  |
| 2006 | Cologne Ciddy                       |                                  |
| 2007 | Warum                               | mit Videoclip                    |
| 2007 | MySpace Exklusiv                    | mit Adrenalin                    |
| 2007 | Vergib mir                          |                                  |
| 2007 | Meine Tränen schreiben deinen Namen | mit Ramsi Aliani                 |
| 2008 | Zu zweit und doch alleine           | mit Tarééc                       |
| 2008 | Alles oder nichts                   | mit Eko Fresh                    |
| 2008 | Dieses Lied                         | Instrumental von N10             |
| 2008 | Der Coole von der Schule            | Instrumental von Crunk Muzik     |
| 2008 | Flügel                              | mit Ossama                       |
| 2009 | Life 2 Life                         | Sido Diss                        |
| 2009 | Durch die Nacht                     | mit Mandy Capristo               |
| 2009 | Karussell                           | mit Nyze                         |
| 2009 | Sound für den Sommer                | mit Benny Blanko                 |
| 2009 | Allein                              | mit AndyR, Blacklife & Dudi      |
| 2010 | Style & das Geld                    | mit Videoclip                    |
| 2010 | Ich fahre meinen Film               |                                  |
| 2010 | Scheiß auf dein tut mir Leid        | mit Cassandra Steen              |
| 2011 | Bye Bye                             | mit Blacklife, Seyf & Hussein    |
| 2012 | Multimillionär                      |                                  |
| 2012 | Hugo Boss                           | mit Shindy                       |
| 2012 | Bitches & Money                     | mit Blacklife                    |
| 2012 | Nah und doch so fern                | mit Videoclip                    |
| 2012 | Ein letztes Mal                     |                                  |
| 2012 | Champagne for the Pain              | mit Emory                        |
| 2013 | Gianni Versace                      | mit Kns Tha Engineer             |
| 2013 | Nichts als die Wahrheit             | Disstrack gegen Bushido          |
| 2014 | Vom Tellerwäscher zum Millionär     | mit Micel O                      |
| 2014 | Team Diamond Boy Charr              | Box-Hymne für Manuel Charr       |
| 2014 | Tag des Jüngsten Gerichts           | Disstrack gegen Bushido          |
| 2014 | Dr. Evil                            | Disstrack gegen Jaysus           |
| 2015 | Guten Morgen Deutschland            |                                  |
| 2015 | Kay Gatsby                          |                                  |
| 2015 | New York Exclusive                  |                                  |
| 2015 | Alles was ich mach                  |                                  |
| 2015 | #fi**egj                            | Disstrack gegen Bushido & Shindy |
| 2015 | Sei mein Baby                       |                                  |
| 2015 | Dicken Arsch                        | REMIX 2015                       |
| 2020 | Money Stacks                        |                                  |
| 2023 | Welcome To Dubai                    |                                  |
| 2024 | All eyes on me                      |                                  |

## Videoalben
| Jahr | Titel                         |
| ---- | ----------------------------- |
| 2009 | Carlo Cokxxxx Nutten 2 DVD    |
| 2010 | Berlins Most Wanted DVD       |
| 2011 | Jenseits von Gut und Böse DVD |
| 2011 | 23 DVD                        |
| 2012 | Prince of Belvedair DVD       |
| 2013 | Rich Kidz DVD                 |

## Musikvideos
| Jahr | Titel                          |
| ---- | ------------------------------ |
| 2007 | Warum                          |
| 2008 | Alles Gute kommt von unten     |
| 2010 | Style & das Geld               |
| 2010 | Ich brech die Herzen           |
| 2010 | Berlins Most Wanted            |
| 2010 | Weg eines Kriegers             |
| 2012 | I Need a Girl Part 3           |
| 2012 | Rain on You                    |
| 2012 | Nah und doch so fern           |
| 2012 | Finale wir kommen              |
| 2012 | Dancing in London (Remix)      |
| 2012 | Bottles & Models               |
| 2013 | V.I.P.                         |
| 2013 | Früher                         |
| 2013 | Keep Calm (Fuck U)             |
| 2014 | Tag des Jüngsten Gerichts      |
| 2015 | Borderline                     |
| 2015 | AMG                            |
| 2015 | Asozial 4 Life                 |
| 2015 | Ride Till I Die                |
| 2015 | What Happened Last Night       |
| 2016 | Lookalikes / Mile High Club    |
| 2016 | Der Junge von damals           |
| 2016 | Das Öl wurde zu Blut           |
| 2016 | Believe                        |
| 2017 | Louis, Louis                   |
| 2017 | Señorita                       |
| 2018 | Netflix & Chill                |
| 2019 | Bentley                        |
| 2019 | FMK                            |
| 2020 | Money Stacks                   |
| 2020 | Bachata                        |
| 2020 | Immer mehr                     |
| 2021 | Wenn ich rappe                 |
| 2021 | Wallet                         |
| 2021 | Buenas Noches                  |
| 2021 | Briatore                       |
| 2021 | Wolken                         |
| 2022 | Du gehst nicht aus meinem Kopf |
| 2022 | Malle                          |
| 2022 | Down Jacket                    |
| 2024 | All Eyes on Me                 |
| 2024 | Tú y yo                        |

## Statistik

### Chartauswertung
|                     | DE    | AT    | CH    |
| ------------------- | ----- | ----- | ----- |
| Nummer-eins-Alben   | DE1DE | AT—AT | CH1CH |
| Top-10-Alben        | DE7DE | AT6AT | CH5CH |
| Alben in den Charts | DE7DE | AT7AT | CH7CH |

|                       | DE     | AT     | CH     |
| --------------------- | ------ | ------ | ------ |
| Nummer-eins-Singles   | DE1DE  | AT1AT  | CH—CH  |
| Top-10-Singles        | DE4DE  | AT2AT  | CH2CH  |
| Singles in den Charts | DE25DE | AT18AT | CH12CH |

### Auszeichnungen für Musikverkäufe
Anmerkung: Auszeichnungen in Ländern aus den Charttabellen bzw. Chartboxen sind in ebendiesen zu finden.
| Land/RegionAuszeichnungen für Musikverkäufe (Land/Region, Auszeichnungen, Verkäufe, Quellen) | Gold  | Platin  | Diamant  | Verkäufe  | Quellen           |
| -------------------------------------------------------------------------------------------- | ----- | ------- | -------- | --------- | ----------------- |
| Deutschland (BVMI)                                                                           | Gold1 | Platin1 | Diamant1 | 2.000.000 | musikindustrie.de |
| Insgesamt                                                                                    | Gold1 | Platin1 | Diamant1 |           |                   |